# Filmski leksikon
Filmski leksikon u izdanju Leksikografskog zavoda Miroslav Krleža, moderan je, ažuriran i pouzdan pojmovnik i osobnih svijeta filma. Nastao je u duhu Filmske enciklopedije, ali je s obzirom na nju obogaćen s dodatno obrađenih desetak godina filmske umjetnosti, kao i obradom pojedinačnih filmskih djela.
Leksikon je filmovima posvetio gotovo 1.000 članaka koji donose nazive filmova na hrvatskom i izvorniku, tehničke podatke, imena redatelja, scenarista, snimatelja, skladatelja i glavnih glumaca, kratke opise fabule te interpretacije popraćene recepcijom i dodijeljenim nagradama. Osim igranih filmova, Leksikon obrađuje i pojedine antologijske dokumentarne i animirane filmove. Ostatak od preko 1.000 članaka su biografski članci, koji obrađuju redatelje i glumce te najistaknutije snimatelje, scenariste, scenografe, kostimografe, skladatelje i producente te članci posvećeni definicijama filmoloških pojmova i profesija, žanrova, stilskih formacija i smjerova. Napose je i komplementarno zastupljena kultura hrvatskog filma. Među autorima članaka su istaknuti filmolozi, kritičari i umjetnici Ante Peterlić, Hrvoje Turković, Diana Nenadić, Tomislav Kurelec, Mario Sablić, Joško Marušić i Damir Radić.[nedostaje izvor]
Na kraju Filmskog leksikona nalazi se kazalo svih spomenutih filmova, što Leksikonu daje dodatnu vrijednost i uporabnu prednost i praktičnost.
Filmski leksikon dostupan je i u digitalnom obliku na portalu enciklopedija.lzmk.hr.

## O izdanju
- Godina izdanja: 2003
- Urednici: Bruno Kragić i Nikica Gilić
- Broj članaka: 2134
- Broj stranica: 800
- Broj ilustracija: 618

## Vanjske poveznice
- Leksikografski zavod Miroslav Krleža  Arhivirana inačica izvorne stranice od 29. svibnja 2010. (Wayback Machine)
- [neaktivna poveznica]
- Filmski leksikon online  Arhivirana inačica izvorne stranice od 9. rujna 2009. (Wayback Machine)
- Portal znanja Leksikografskog zavoda Miroslav Krleža  Arhivirana inačica izvorne stranice od 20. lipnja 2010. (Wayback Machine)